# Rutsel Martha
Rutsel Silvestre Jacinto Martha (Curaçao, 1955) is een internationaal jurist en een voormalig Curaçaos politicus namens de PNP. Hij was van 1998 tot 2002 minister van Justitie van de Nederlandse Antillen.

## Leven en werk
Martha groeide in Curaçao op en was leerling aan het Peter Stuyvesant College. In 1982 studeerde hij af aan de Universiteit Leiden in internationaal publiekrecht en internationale organisaties. Hierna behaalde hij aan de American University, in Washington D.C. een meestertitel in internationaal bank- en financieel recht. Hij promoveerde in 1989 aan de Universiteit Leiden met een proefschrift over internationaal publiekrecht en belastingheffing.
Martha begon zijn carrière in 1983 aan de Universiteit van de Nederlandse Antillen, waar hij tot 1987 docent was. Vanaf 1985 was hij tevens juridisch adviseur bij de Centrale Bank van de Nederlandse Antillen. Hierna vertrok hij naar Washington D.C., waar hij tussen 1988 tot 1989 als universitair docent verbonden was aan de American University. Daarnaast was hij werkzaam op de juridische afdeling van het Internationaal Monetair Fonds. In 1990 stelde het kabinet-Liberia-Peters III Martha aan als gevolmachtigd minister in Brussel bij de Permanente Vertegenwoordiging van Nederland bij de Europese Unie, dit in het kader van de LGO-status van de Nederlandse Antillen en de eenwording van Europa in 1992. Hij bekleedde deze functie tot 1998.
In 1994 maakte Martha zijn entree in de politiek en verscheen op de PNP-lijst. Hij werd in 1998 benoemd als minister van Justitie van de Nederlandse Antillen in het kabinet-Römer en bleef in dezelfde functie aan tijdens het kabinet-Pourier III. 
Na zijn aftreden was Martha raadsman en directeur juridische zaken bij Interpol in Lyon (2004-2008) en  het Internationaal Fonds voor Landbouwontwikkeling in Rome (2008-2013). Van 2007 tot 2013 was hij assistent-hoogleraar aan de New York-universiteit, in die hoedanigheid was hij tevens gasthoogleraar aan de Nationale Universiteit van Singapore. Martha is sedertdien werkzaam als internationaal jurist, gevestigd in Londen. Hij trad op als gemachtigde van George Jamaloodin in zijn uitleveringszaak en werd in 2018 aangezocht voor de zaak Maximus, de vervolging wegens moord op Helmin Wiels. Zijn toelating tot het verdedigingsteam werd echter door de rechter afgewezen, nadat bleek dat Martha bij geen enkel gerecht als advocaat was aangemeld. Eerder in 2017 had Martha namens 11 parlementariërs de opschorting van de ontbinding van de Staten van Curaçao aanhangig gemaakt bij het Europese Hof en begin 2019 had hij namens Gerrit Schotte beroep ingesteld tegen de vervallenverklaring van zijn statenlidmaatschap.
Tijdens zijn loopbaan heeft Martha bij gelegenheid opgetreden als adviseur van de Antilliaanse en Curaçaose overheid; hij was betrokken bij de verdeling van de activa en passiva van de De Nederlandsche Bank bij het vertrek van Aruba uit de Nederlandse Antillen, en was hij secretaris van het Goudfonds van de Nederlandse Antillen en Aruba. Hij vertegenwoordigde de Nederlandse Antillen ook in GATT-geschillen en voor het Hof van Justitie van de Europese Unie. Na de verkiezingen op 19 maart 2021 voor de Staten van Curaçao werd hij, samen met advocaat Chester Peterson, door gouverneur George-Wout aangesteld tot informateur van een nieuw kabinet ter opvolging van het kabinet-Rhuggenaath.

### Onderscheidingen
Voor zijn proefschrift getiteld The jurisdiction to tax in International Law werd Martha in 1989 onderscheiden met de Mitchell B. Carroll-prijs van de International Fiscal Association. In 2004 werd hij benoemd tot Officier in de Orde van Oranje-Nassau.

## Publicaties
Hij heeft gepubliceerd over staats- en internationaal recht, zowel in het Nederlands als in het Engels, waaronder de boeken:
- The Jurisdiction to Tax in International Law (Kluwer, 1989)
- Tax Treatment of International Civil Servants (Martinus Nijhoff, 2009)
- The Legal Foundations of Interpol (met Courtney Grafton en Stephen Bailey, Hart Publishing, 2010)
- The Financial Obligation in International Law (Oxford University Press, 2015)